# Heidi Renoth
Heidi Renoth (* 28. Februar 1978 in Berchtesgaden) ist eine ehemalige deutsche Snowboarderin. Sie wurde 1997 Weltmeisterin im Slalom. Bei den Olympischen Winterspielen 1998 in Nagano gewann sie im Riesenslalom die Silbermedaille.

## Werdegang
Renoth errang bei ihrer Snowboard-Weltcup-Premiere am 24. November 1994 in Kaprun im Parallelslalom den sechsten Platz, zwei Tage später stand sie als Zweite im Slalom erstmals auf dem Podest. Der erste Weltcupsieg folgte am 6. Dezember 1994 in einem Slalom im Pitztal. In dieser Saison erreichte sie sowohl im Slalom- als auch im Parallelweltcup den zweiten Rang. Im Weiteren errang sie noch dreimal den zweiten Rang in einem Disziplinenweltcup und in der Saison 1996/97 erreichte sie den vierten Rang im Gesamtweltcup. Insgesamt holte Renoth 5 Weltcupsiege, 19 zweite und 14 dritte Plätze bei Weltcuprennen.
Bei Olympischen Winterspielen startete Renoth zweimal. Bei den Spielen 1998 startete sie im Riesenslalom. Hierbei erreichte sie im ersten Durchgang die fünftschnellste Zeit. Mit der drittbesten Zeit im zweiten Durchgang errang sie mit einer Gesamtzeit von 2:19,17 Minuten die Silbermedaille. Bei den Winterspielen 2002 scheiterte sie in der Qualifikation im Parallelriesenslalom und erreichte den 21. Rang.
Für den Gewinn der Silbermedaille bei den Olympischen Winterspielen 1998 erhielt sie – wie alle deutschen Medaillengewinner – das Silberne Lorbeerblatt.
Renoth startete bei fünf Snowboard-Weltmeisterschaften zwischen 1996 und 2003. Hierbei errang sie 1997 in Innichen den Weltmeistertitel. 2003 am Kreischberg gewann sie die Bronzemedaille im Parallelriesenslalom.
Im März 2003 beendete Renoth im Alter von 25 Jahren ihre Karriere und startete eine Ausbildung zur Physiotherapeutin.